# Агапи (дем Гревена)
Агапи или Раци (на гръцки: Αγάπη, до 1927 година: Ράτσι, Раци) е село в Република Гърция, дем Гревена на област Западна Македония.

## География
Селото е разположено на около 20 km източно от град Гревена, от лявата (източна) страна на река Бистрица, близо до мястото на вливане на река Венетикос в нея.

## История

### В Османската империя
Селището не е отбелязано в българските и гръцките статистики от края на ХІХ и началото на ХХ век. На австро-унгарска карта от този период на негово място е посочен малък „чифлик Венча“ (вероятно част от големия чифлик Венци).

### В Гърция
През Балканската война в 1912 година в селото влизат гръцки части и след Междусъюзническата в 1913 година районът на селището влиза в състава на Кралство Гърция.
В средата на 1920-те години след Лозанския договор е създадено новото село Раци чрез заселване на понтийски гърци бежанци от Турция. През 1928 година селото е представено като изцяло бежанско, състоящо се от 7 семейства или 25 жители.
През 1927 година името на селото е сменено на Агапи (в превод – „любов“).
Населението произвежда земеделски култури, като частично се занимава и с краварство.
| Година    | 1913 | 1920 | 1928 | 1940 | 1951 | 1961 | 1971 | 1981 | 1991 | 2001 | 2011 | 2021 |
| --------- | ---- | ---- | ---- | ---- | ---- | ---- | ---- | ---- | ---- | ---- | ---- | ---- |
| Население |      |      | 43   | 91   | 96   | 129  | 119  | 103  | 61   | 58   | 26   | 19   |